# Tibellus affinis
Tibellus affinis är en spindelart som beskrevs av O. Pickard-Cambridge 1898. Tibellus affinis ingår i släktet Tibellus och familjen snabblöparspindlar. Inga underarter finns listade i Catalogue of Life.